# Boschkreek (Koewacht)

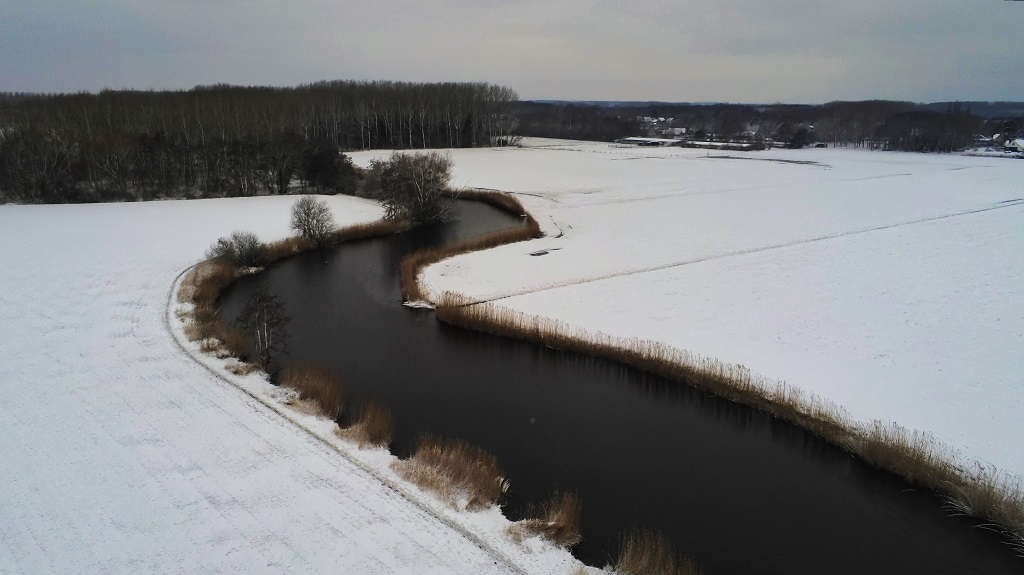
Boschkreek in februari 2021.

De Boschkreek is een kreekrestant in de Riedepolder, gelegen ten noordoosten van Koewacht.
De kreek is gelegen in een laagte tussen twee dekzandruggen. Ze is waarschijnlijk ontstaan toen, ten gevolge van de inundaties tijdens de Tachtigjarige Oorlog, de noordelijke dekzandrug doorbrak. Aldus was het een uitloper van het Axelse Gat.
Lange tijd is de kreek een verzamelplaats geweest van afvalwater, onder meer van de vlasindustrie ter plaatse.
De kreek is, door de aanleg van wegen, in drie delen verdeeld. Het meest zuidelijke deel was een zoete kreek met steile oevers, en ze werd gebruikt om vlas te roten door een coöperatieve roterij. In de jaren 60 en 70 van de 20e eeuw bevatte dit deel vuil en stinkend water. Sindsdien is de kreek geschoond en de bagger verwijderd, en ze bevat tegenwoordig schoon water, terwijl de oevervegetatie zich heeft hersteld. Ook vogels als fuut, dodaars en ijsvogel zijn er weer te vinden. Langs dit deel van de kreek loopt een wandelpad dat halverwege de kreek oversteekt via een vlot.
Het deel ten noorden van de Emmabaan had flauw aflopende oevers met weilanden. Nadat de Emmabaan was aangelegd verruigde dit deel en groeide vrijwel geheel dicht met riet. De buurtschap Boschdorp is vernoemd naar deze kreek. 

## Externe bron
- Boschkreek[dode link]